# Aram Mp3
Aram Sargsyan (armensk: Արամ Սարգսյան), bedre kendt under kunstnernavnet Aram Mp3 (armensk: Արամ Mp3), er en armensk sanger, skuespiller og komiker, der repræsenterede Armenien ved Eurovision Song Contest 2014 med sangen "Not Alone". Sangen opnåede en fjerdeplads i finalen.

## Biografi
Aram Sargsyan er født den 5. april 1984 i Jerevan.. Han dimitterede i 2006 fra Jerevans medicinske universitet. Samme år var han med til at danne komikergruppen 32 Atam (32 tænder), hvor han ofte parodierede populære musiknumre. Herigennem fik han kælenavnet Aram Mp3, efter det digitale lydformat MP3. 32 Atam gik i opløsning i 2010, og Aram Mp3 har siden bl.a. fungeret som tv-vært.
Den 31. december meddelte den armenske tv-station AMPTV, at Aram Mp3 var blevet udvalgt til at repræsentere Armenien i Eurovision Song Contest 2014 i København. Den 14. marts 2014 blev det offentliggjort, at han skulle synge sangen "Not Alone". Ved den første semifinale den 6. maj kvalificerede sangen sig videre til finalen den 10. maj, hvor den opnåede en fjerdeplads.